# Ambasadorowie Hiszpanii przy Stolicy Apostolskiej
Hiszpanię od czasu zjednoczenia królestw Kastylii i Aragonii (1469) łączyły bliskie stosunki z Papiestwem. Pewnym znakiem ochłodzenia stosunków było wysłanie w roku 1760 do Rzymu jako ambasadora Manuela de Roda, który nie był jak zdecydowana większość wcześniejszych posłów kardynałem.

## Ambasadorowie Hiszpanii przy Stolicy Apostolskiej
- 1570 Antoine Perrenot de Granvelle
- 1587 Enrique de Guzmán (tam urodził mu się syn Gaspar de Guzmán)
- 1616–1619 Gaspar de Borja y Velasco, kardynał
- 1619–1623 Francisco III Fernández de la Cueva y de la Cueva, książę Albuquerque
- 1628–1631 Manuel de Acevedo y Zúñiga
- 1631–1635 Gaspar de Borja y Velasco, kardynał (ponownie, nominalnie pozostał ambasadorem aż do śmierci w 1645)[1]
  - 1633 Domingo Pimentel oraz Juan Chumacero Carrillo y Sotomayor, ambasadorowie nadzwyczajni
  - 1638 Manuel de Moura y Corte-Real, 2. markiz de Castel Rodrigo, ambasador nadzwyczajny[2]
- 1691–1698 Luis Francisco de la Cerda, 9. książę Medinaceli
- 1698–1699 Francesco del Giudice, kardynał[3]
  - 1699–1709 Juan Francisco Pacheco, książę de Uceda (w imieniu Karola III Hiszpańskiego (Karol VI Habsburg))
  - 1708–1714 Ercole Giuseppe Luigi Turinetti, markiz de Prié (w imieniu Karola III)
- 1716–1725 Francesco Acquaviva d’Aragona, kardynał
- 1726–1732 Cornelio Bentivoglio, kardynał
  - 1733–1734 Luis Antonio Belluga y Moncada, kardynał
- 1734–1747 Troiano Acquaviva d’Aragona, kardynał
- 1747–1748 Alfonso Clemente de Aróstegui
- 1748–1760 Joaquín Fernández Portocarrero, kardynał
- 1760–1765 Manuel de Roda
- 1765–1772 Tomas Aspurruo
- 1772–1776 José Moñino, hrabia Floridablanca
- 1777–1784 Jerónimo Grimaldi
- 1784–1798 José Nicolás de Azara (poseł w Rzymie już od 1765 roku)

- 1859–? Antonio de los Ríos y Rosas
- ?–1864 Gerardo de Souza
- 1864–1866 Francisco Javier de Istúriz
- 1866–1867 Luís José Sartorius y Tapia
- 1867–1868 Alejandro de Castro y Casal
- 1870–1876 Visconde d’Oña
- 1876–1881 Francisco de Cardenas
- 1881–1889 Alejandro Groizard y Gómez de la Serna
- 1901–1902 Alejandro Pidal y Mon
- 1902–1904 José Gutiérrez de Agüera
- 1904–1905 Manuel Aguirre de Tejada
- 1905–1906 Rodrigo de Figueroa y Torres
- 1906–1911 Emilio de Ojeda y Perpiñan
- ?–1912 Juan Navarro Reverter
- 1913–1915 Cipriano Muñoz y Manzano, II hrabia de la Viñaza
- 1915–1917 Fermín Cándido Calbetón y Blanchón
- 1918–1926 Luis Valera y Délavat, Marqués de Villasinda
- 1926–1929 Antonio de Magaz
- 1930–1931 Emilio de Palacios y Fare
- 1931–1934 Eduardo García Comin
- 1934–1936 Leandro Pita Romero
- 1936–1937 Antonio de Magaz
- 1936–1937 Luis de Zulueta y Escolano
- 1937–1938 Pablo de Churruca y Dotres
- 1938–1942 José Yanguas Messia
- 1942–1945 Domingo de las Bárcenas y Lopez-Mollinedo Mercado
- 1946–1948 Pablo de Churruca y Dotres
- 1948–1951 Joaquín Ruiz-Giménez Cortés
- 1951–1957 Fernando Maria Castiella y Maíz
- 1957–1962 Francisco Gómez de Llano
- 1962–1964 José María Doussinague y Texidor
- 1964–1972 Antonio Garrigues y Diaz Cañabate
- 1973–1974 Gabriel Martínez de Mata
- 1974–1976 Gabriel Fernández de Valderrama y Moreno
- 1976–1977 Gonzalo Fernández de Córdova y Moreno
- 1977–1980 Angel Sanz Briz
- 1980–1983 José Puig de la Bellacasa y Urdampilleta
- 1983–1985 Nuño Aguirre de Cárcer y López de Sagredo
- 1985–1987 Gonzalo Puente Ojea
- 1987–1992 Jesús Ezquerra Calvo
- 1992–1997 Pedro López Aguirrebengoa
- 1997–2004 Carlos Abella y Ramallo
- 2004–2006 Jorge Dezcaller de Mazarredo
- 2006–2011 Francisco Vázquez Vázquez
- 2011–2012 María Jesús Figa López-Palop
- 2012–2017 Eduardo Gutiérrez Sáenz de Buruaga
- 2017–Gerardo Ángel Bugallo Ottone